# Mary Ure
Eileen Mary Ure (Glasgow, 18 de febrer de 1933 − Londres, 3 d'abril de 1975) va ser una actriu de teatre i de cinema escocesa. Va ser filla de Colin McGregor Ure, enginyer i d'Edith Swinburne.

## Biografia[1]
Nascuda a Glasgow, va estudiar actuació a la Central School of Speech and Drama de Londres. Aclamada inicialment per la seva bellesa lluminosa en poc temps va poder demostrar les seves qualitats d'actriu dramàtica .
El 1956 va actuar a Look Back in Anger, del drama Back in Anger  de John Osborne. L'actriu i el dramaturg es va casar el 1957 i d'aquest matrimoni va néixer el fill, Colin Murray. El 1958 Look Back in Anger  va aterrar amb èxit a Broadway i va permetre obtenir una nominació al Premi Tony a la millor actriu dramàtica. L'any següent va assumir el mateix paper a l'adaptació de la pel·lícula del mateix nom, en la qual va actuar al costat de Richard Burton.
Mentrestant, el matrimoni amb Osborne estava en crisi i el 1959 Ure es va ajuntar amb l'actor Robert Shaw, amb qui més tard es casarà, el 13 d'abril de 1963. La seva carrera a la pantalla gran va continuar amb la participació en la pel·lícula Sons and Lovers  (1960), i que li va valer una nominació a l'"Oscar a la millor actriu secundària i al Globus d'Or a la millor actriu secundària, i així va arribar a la fama internacional .
Després d'una pausa de tres anys, temps durant el qual es va dedicar a la seva família i al teatre, va tornar a la pantalla gran amb The Mind Benders  (1963) i després d'una nova pausa, el 1967 va protagonitzar el seu marit de Robert Shaw al western de La darrera aventura del general Custer  (1967), i un any més tard va aparèixer en la bèl·lica El desafiament de les àguiles  (1968), amb Clint Eastwood i Richard Burton .
Malgrat l'èxit, l'actriu va haver d'enfrontar-se a dificultats cada vegada més grans a causa de l'addicció a l'alcohol i el trastorn d'histèria, que va posar en seriosos problemes la continuació de la seva carrera artística. A principis dels setanta la seva carrera teatral i cinematogràfica ja es trobava en un carreró sense sortida, tant és així que el 1974 va haver de ser acomiadada de l'elenc de Love for Love , una producció de Broadway, i reemplaçada pel seu adjunt Glenn Close.
Malgrat la seva popularitat entre el públic i el naixement de tres fills tinguts amb Robert Shaw, els seus trastorns mentals i l'alcoholisme es van agreujar de forma irreversible, portant-la a un final prematur. El 3 d'abril de 1975, després d'una desastrosa estrena teatral a Londres a The Exorcism, l'actriu de quaranta- dos anys va ser trobada morta a casa pel seu marit. La causa de la mort es va atribuir a una " sobredosi d'alcohol i barbitúrics.

## Filmografia[3]
- 1955: Tempesta sobre el Nil (Storm Over the Nile) de Terence Young i Zoltan Korda
- 1959: Windom's Way de Ronald Neame
- 1960: Sons and Lovers de Jack Cardiff
- 1960: Look Back in Anger de Tony Richardson
- 1963: The Mind Benders de Basil Dearden (1963)
- 1964: The Luck of Ginger Coffey d'Irvin Kershner
- 1967: La darrera aventura del general Custer (Custer of the West) de Robert Siodmak
- 1968: El desafiament de les àguiles (Where Eagles Dare) de Brian G. Hutton
- 1973: A Reflection of Fear de William A. Fraker

## Premis i nominacions
Nominacions
- 1961: Oscar a la millor actriu secundària per Sons and Lovers
- 1961: Globus d'Or a la millor actriu secundària per Sons and Lovers[4]